# Geviert (Architektur)

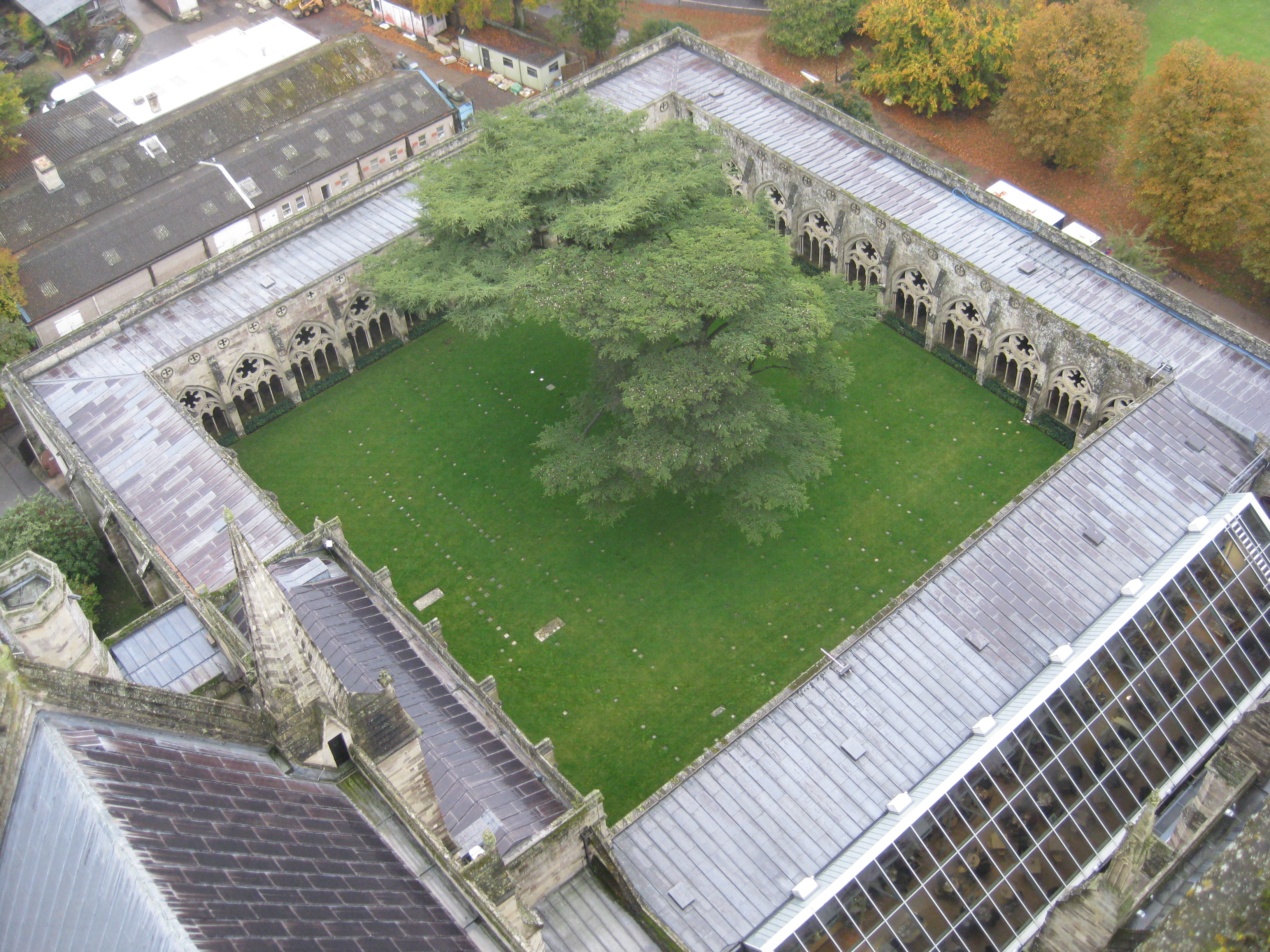
Geviert eines Kreuzgangs (Kathedrale von Salisbury)

Ein Geviert bezeichnet in der Architektur ein Viereck, entweder als Form eines Gebäudegrundrisses oder als Innenhof bzw. Platz.

## Begriffsverwendungen
Ursprünglich wurde der Begriff Geviert im Bauwesen als Adjektiv für ein quadratisches Flächenmaß verwendet, etwa im Sinne der Größe der Cheops-Pyramide, deren „Grundfläche = 248 m im Geviert“ misst.
In Architekturbeschreibungen wurde der Begriff Geviert für einen Baukörper auf quadratischem Grundriss angewendet, etwa wenn von einem „geviertförmigen Eckrisalite“ oder von einem „Geviert des Altarraums“ die Rede war.
In neueren Architekturbeschreibungen kommt der – bisher in keinem Architekturlexikon geführte – Begriff Geviert zum Einsatz, um entweder einen viereckigen Platz oder eine Gebäudeanordnung um einen großzügigen Innenhof zu charakterisieren, wobei beide nicht unbedingt quadratisch sein müssen. Hin und wieder wird Geviert auch städtebaulich im Sinne von Quartier bzw. Stadtviertel gebraucht, wenn es als ein eckiger Straßenblock gebildet ist.

## Geviert als Gebäudeanordnung
Bereits in der Antike wurden Gebäude im Geviert angeordnet, so dass sie sich um einen mehr oder weniger großen Innenhof gruppieren. Vgl. Palästra, Peristyl, Atrium.
In die mittelalterliche Architektur Europas übertragen wurde das Geviert bei Klosteranlagen, die sich um einen Kreuzgang mit Innenhof gruppieren. Von mittelalterlichen Klosteranlagen auf profane Bauaufgaben abgeleitet sind die Gevierte bei englischen Universitäten und Colleges. In Beschreibungen von Vierflügelanlagen, die um einen großen Innhof angeordnet sind, wird ebenfalls öfters der Begriff Geviert verwendet. Bekannte Beispiele solcher großer Schlossanlagen der Renaissance und des Barock sind etwa das Schloss Celle oder das Aschaffenburger Schloss.

Auch Kasernen und Garagen können als Geviert um einen Platz gruppiert sein. Auch ein mehrflügeliges städtisches Bürgerhaus kann als Geviert aufgefasst werden, das sich um einen Innenhof (Patio) gruppiert. Gevierte findet man auch in traditionellen Häusern in Kerala, den Nālukettus. Sie werden dort als Nadumittan (mittlerer Raum) bezeichnet.

Beispiele
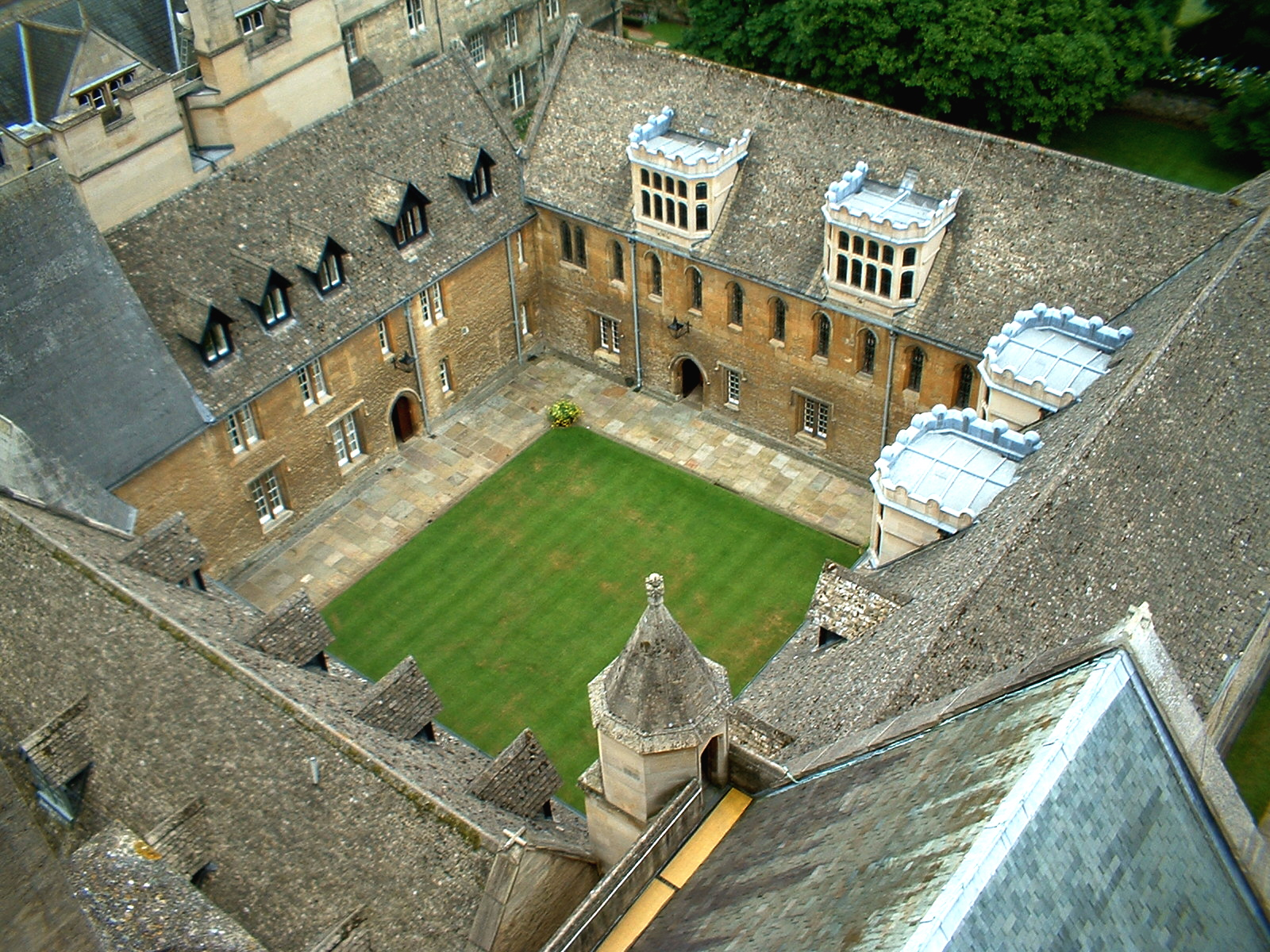
Luftbild des Mob Quad, Merton College, Oxford
Vierflügelanlage als Geviert: Schloss Johannisburg, Aschaffenburg (Schauzeichnung von 1611)
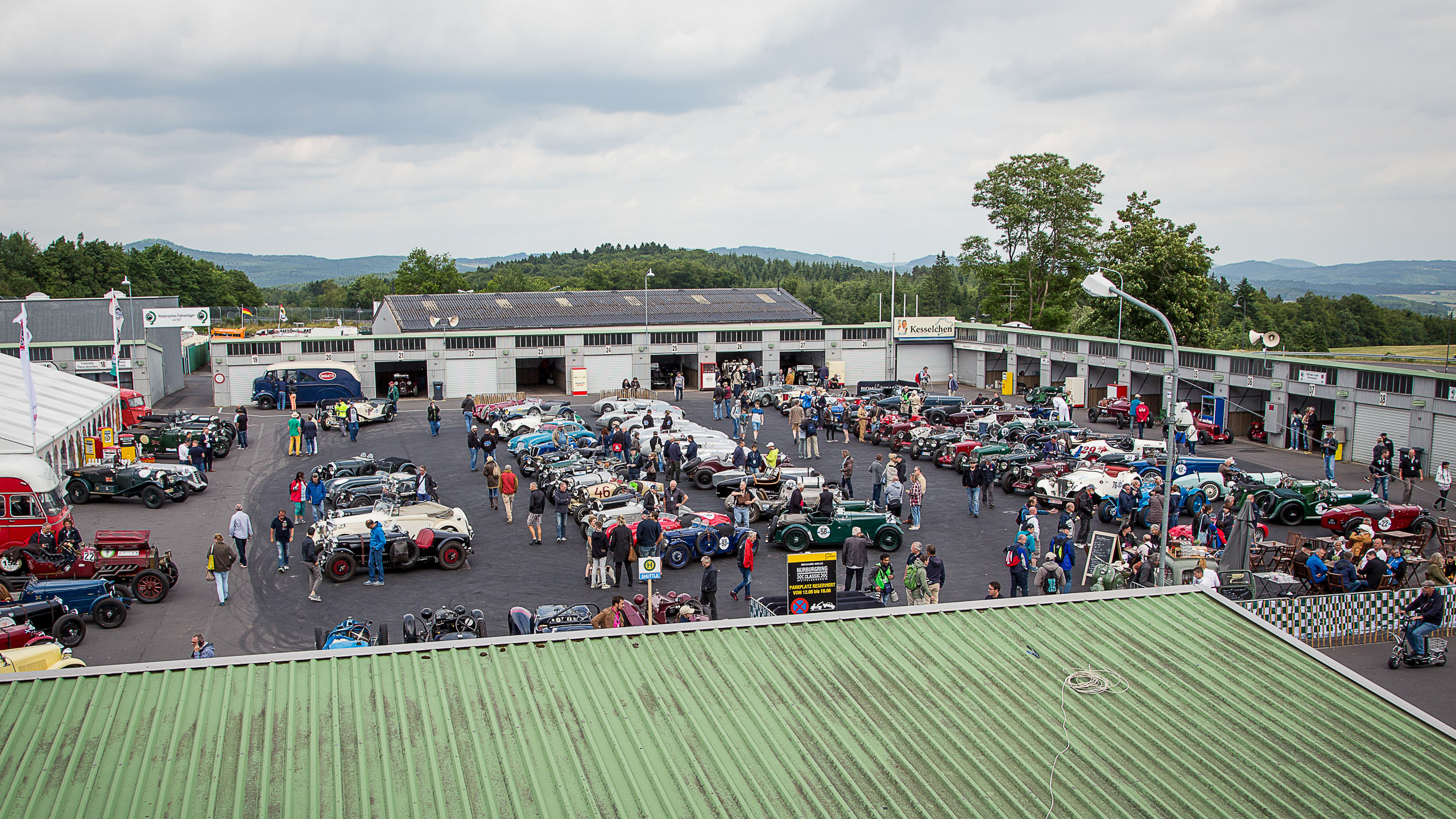
Das historische Fahrerlager am Nürburgring von 1927 in Form eines Geviert